# 은하수를 건너는 법
은하수를 건너는 법(How To Cross The Galaxy)은 한국에서 제작된 정소영 감독의 2010년 영화이다. 여균동 등이 주연으로 출연하였다.

## 출연

### 주연
- 여균동
- 심이영
- 박종현
- 김희권
- 최종학
- 정려원
- 장상문
- 임종휘
- 김영현
- 김정민
- 김선희
- 송호연
- 오봉현
- 김조영현

## 제작진
- 프로듀서: 조원장
- 라인프로듀서: 최승혁
- 촬영부: 이충진
- 촬영부: 김도희
- 촬영부: 조대근
- 촬영부: 서동기
- 촬영부: 윤혜렴
- 조명: 이강빈
- 조명부: 이은기
- 조명부: 권준령
- 조명부: 탁태희
- 조명부: 김영진
- 조명부: 신윤섭
- 조명부: 서재훈
- 조명부: 김중산
- 조명부: 송승민
- 조연출: 이기현
- 연출부: 이지현
- 연출부: 윤지수
- 연출부: 조경은
- 스크립터: 김기현
- 음향: 임나윤
- 붐오퍼레이터: 김병인
- 붐오퍼레이터: 서희강
- 붐오퍼레이터: 박정배
- 붐오퍼레이터: 김주신
- 붐오퍼레이터: 루빙
- 붐오퍼레이터: 천명승
- 미술: 어희경
- 소품: 김선희
- 분장: 박윤형
- 의상: 김지수
- 파일매니저: 조영상
- 소품사진: 윤연재
- 소품사진: 구희선
- 장비대여: 오봉현
- 장비대여: 김남영
- 차량대여: 허순희
- 매니저부문: 이상열
- 매니저부문: 장철한